# 扎巴拉區
24°41′S 34°40′E / 24.683°S 34.667°E

扎巴拉區（葡萄牙語：Zavala），是莫桑比克的行政區，位於該國東南部，由伊尼揚巴內省負責管轄，首府設於薩瓦拉，面積1,997平方公里，2007年人口139,616，人口密度每平方公里70人。